# 瑠璃光寺 (柏原市)
瑠璃光寺（るりこうじ）は、大阪府柏原市山ノ井町にある寺院。曹洞宗永平寺の末寺。

## 歴史・概要
天平年間に行基が開創、本尊の薬師如来像は行基の作と伝わる。かつては『七堂伽藍を具備せし巨刹なり』といわれ、大規模な寺院だったが、織田信長の信貴山城攻略の際に兵火に遇い、その後慶安四年（1651年）に再建されるも往時のような規模にはならず、境内は縮小して現在は敷地わずか123坪となり、本堂、庫裏、廊下および不動堂があるのみとなっている。
本堂には本尊とともに、焼けただれた四体の四天王像が安置されている。一木添木式の木像で、いずれも両腕と持仏が焼失しているものの高さは1mほどあり、平安時代の作とされる。
境内に通じる階段を上がってすぐ左手に小堂があり、内部に三体の石仏が安置されている。そのうち左と中央に石棺仏が安置されている。古墳時代後期の家形石棺の屋蓋部を転用したもので、横方向を切断して使用している。上部に蓋石の合わせ目部分が、上部外側に縄付突起が残っている。左が「菩薩形立像石棺仏」で頭部が欠損している。中央は「如来形坐像石棺仏」で頭部と上半身が深く彫りくぼめられている。いずれも平安時代後期の作とされる。かつては野道の傍らに半ば埋もれた状態で置かれ、農作業などによる研ぎ傷が所々に見受けられる。
境内奥に「日露戦勝記念碑」および「高田川音吉碑」がある。高田川は山ノ井出身で、碑は昭和4年（1929年）に建立された。 境内南には式内社である若倭姫命神社がある。